# Cristian Roiban
Cristian Nicușor Roiban (* 8. August 2000 in Reșița) ist ein rumänischer Leichtathlet, der sich auf den Sprint spezialisiert hat.

## Sportliche Laufbahn
Erste internationale Erfahrungen sammelte Cristian Roiban im Jahr 2019, als er bei den U20-Balkan-Meisterschaften in Cluj-Napoca in 10,70 s die Bronzemedaille im 100-Meter-Lauf gewann und sich mit der rumänischen 4-mal-100-Meter-Staffel in 41,37 s die Silbermedaille sicherte. Anschließend schied er bei den U20-Europameisterschaften in Borås mit 10,73 s im Halbfinale über 100 Meter aus und verpasste mit der Staffel mit 41,03 s den Finaleinzug. Im Jahr darauf gewann er bei den Balkan-Meisterschaften in Cluj mit der Staffel in 40,55 s die Bronzemedaille hinter den Teams aus der Türkei und der Ukraine. Im Jahr 2021 belegte er bei den Balkan-Meisterschaften in Smederevo in 10,78 s den achten Platz über 100 Meter und gelangte mit 21,48 s ebenfalls auf Rang acht im 200-Meter-Lauf. Anschließend belegte er mit der Staffel bei den U23-Europameisterschaften in Tallinn in 40,15 s den fünften Platz. Im Jahr darauf schied er bei den Balkan-Hallenmeisterschaften in Istanbul mit 6,89 s in der Vorrunde im 60-Meter-Lauf aus und im Juni verpasste er bei den Freiluftmeisterschaften in Craiova mit 10,92 s den Finaleinzug über 100 Meter. 2023 wurde er bei der 2. Liga der Team-Europameisterschaft im Rahmen der Europaspiele in Chorzów in 10,62 s Erster im B-Lauf über 100 Meter und gelangte mit der 4-mal-100-Meter-Staffel mit 39,77 s auf Rang vier. Anschließend schied er bei den Balkan-Meisterschaften in Kraljevo mit 10,69 s im Vorlauf über 100 Meter aus und gewann mit der Staffel in 39,65 s die Bronzemedaille hinter den Teams aus der Türkei und Griechenland. Im Jahr darauf belegte er bei den Balkan-Meisterschaften in Izmir in 10,48 s den achten Platz über 100 Meter und wurde mit der Staffel disqualifiziert.
2023 wurde Roiban rumänischer Meister im 100-Meter-Lauf sowie 2022 und 2023 in der 4-mal-100-Meter-Staffel.

## Persönliche Bestzeiten
- 100 Meter: 10,40 s (+1,0 m/s), 18. Mai 2024 in Craiova
  - 60 Meter (Halle): 6,80 s, 23. Januar 2022 in Bukarest
- 200 Meter: 21,35 s (−3,2 m/s), 13. Juni 2021 in Erzurum